# Curva de Engel
Uma curva de Engel descreve como a despesa das famílias num determinado bem ou serviço varia de acordo com o rendimento familiar. Existem duas variedades de curvas de Engel. Curvas de Engel em relação a uma parcela de orçamento descrevem como a proporção do rendimento familiar gasto num bem varia em relação ao rendimento. Alternativamente, as curvas de Engel também podem descrever como os gastos reais variam de acordo com o rendimento familiar. Elas são nomeados devido ao estatístico alemão Ernst Engel (1821-1896) que foi o primeiro a investigar essa relação entre os bens e as despesas e receitas de forma sistemática em 1857. O resultado mais conhecido único do artigo é a lei de Engel, que afirma que quanto mais pobre é uma família, maior a parcela do orçamento gasta em alimentação.

## O formato das curvas de Engel
A forma das curvas de Engel dependem de muitas variáveis demográficas e características de consumo. Uma boa curva de Engel reflecte a elasticidade do rendimento e indica se o bem é inferior, normal, ou de luxo. As curvas empíricas de Engel estão perto de lineares para alguns produtos, e altamente não lineares para outros.
Graficamente, a curva de Engel é representada no primeiro quadrante do sistema de coordenadas cartesianas. O rendimento é mostrado no eixo Y e a quantidade procurada para o bem ou serviço escolhido é mostrado no eixo X.
Para bens normais, a curva de Engel tem um gradiente positivo. Isto é, à medida que aumenta o rendimento, também a quantidade procurada aumenta. Entre bens normais, existem duas possibilidades. Embora a curva de Engel continua inclinada para cima em ambos os casos, inclina-se na direção do eixo y para as necessidades e para o eixo-x para os bens de luxo.
Para os bens inferiores, a curva de Engel tem um gradiente negativo. Isso significa que à medida que o consumidor tem mais rendimento, menos eles irão comprar do bem inferior, porque eles são capazes de comprar produtos melhores.
Para bens com função de procura marshalliana gerados a partir de uma função de utilidade de forma polar Gorman, a curva de de Engel tem uma inclinação constante.
Muitas curvas de Engel detêm propriedades de saturação em que a sua inclinação tende a diminuir em níveis de alto rendimento, o que sugere que existe um limite absoluto de quanto as despesas com um bem subirão à medida que aumenta o rendimento familiar Esta propriedade de saturação tem sido associada à lentidão no crescimento da procura de alguns setores da economia, causando grandes mudanças na composição setorial de uma economia.

## A curva de Engel em Microeconomia
Na microeconomia, uma curva de Engel mostra como a quantidade procurada de um bem ou serviço altera-se às variações do nível de rendimento do consumidor. Para ser consistente com o modelo padrão de maximização de utilidade, as curvas Engel devem possuir certas propriedades. Por exemplo, Gorman (1981) provou que um sistema de curvas de Engel deve ter uma matriz de coeficientes, com categoria três (ou menos), a fim de ser consistente com a maximização de utilidade.
Ao considerar um sistema de curvas Engel, o teorema adicionado também determina que a soma de todas as elasticidades da despesa total, quando ponderados pela percentagem do orçamento correspondente, deve acrescentar-se à unidade. Isto exclui a possibilidade de saturação de ser uma propriedade geral das curvas de Engel em todos os bens, isto implicaria que a elasticidade do rendimento de todos os bens se aproximaria de zero a partir de um certo nível de rendimento. A restrição adicionada partiu do pressuposto de que o consumo ocorre sempre no limite superior do conjunto de possibilidade do agregado familiar, que só é cumprido se o agregado familiar não pode satisfazer completamente todos os seus desejos dentro dos limites do conjunto de possibilidade.
Outros estudiosos afirmam que um nível de saturação superior existe para todos os tipos de bens e serviços.

## Aplicações
Em microeconomia as curvas de Engel são usadas para cálculos numa escala de equivalência e comparações de bem-estar, e também determinar as propriedades dos sistemas de procura, tal como a agregabilidade e o ranking.
As curvas de Engel também têm sido usadas para estudar como a alteração na composição industrial das economias em crescimento está ligado às mudanças na composição da procura pelas famílias.
Na teoria do comércio, uma explicação do comércio inter-indústrias tem sido a hipótese de que países com níveis de rendimento similares possuam preferências semelhantes de bens e serviços (a hipótese Lindner), o que sugere que a compreensão de como a composição da procura do agregado familiar muda consoante o rendimento desempenhar um importante papel na determinação de padrões de comércio global.
As curvas de Engel também são de grande relevância na medição da inflação e da política fiscal.

## Problemas

### Fraco poder interpretativo
Heterocedasticidade é um problema bem conhecido na estimativa das curvas de Engel: assim que o rendimento aumenta a diferença entre a observação e o nível da despesa estimada tende a aumentar dramaticamente. As curvas de Engel e outros modelos da função da procura ainda não conseguem explicar a maior parte da variação observada no comportamento de consumo individual.
Como resultado, muitos estudiosos reconhecem que outras influências como os preços atuais e as despesas correntes totais devem ser sistematicamente modelados, se até mesmo o padrão amplo da procura deva ser explicado de uma forma teoricamente coerente e robusta empiricamente.
Por exemplo, foi alcançado algum sucesso na compreensão de como o que diz respeito ao estatuto social influenciou a despesa das famílias em bens altamente visíveis.

### Contabilidade para o formato das curvas de Engel
Não existe uma teoria que possa explicar a forma observada nas curvas de Engel e seus valores associados à elasticidade do rendimento. Ernst Engel argumentou que os agregados familiares possuíam uma hierarquia de necessidades que determinava a forma das curvas de Engel. Enquanto o rendimento do agregado familiar sobe algumas motivações tornam-se mais proeminentes nas despesas das famílias como os produtos mais básicos que dominam os padrões de consumo dos baixos níveis de rendimento, como a fome, eventualmente tornar-se-ão saciados em níveis de rendimento mais elevado.